# Ivan IV. Ohridski
Adrijan Komnen (grč. Ἀδριανός Κομνηνός; o. 1088. – 1163./64.) bio je grčki plemić iz obitelji Komnen, koji je postao nadbiskup Ohrida kao Ivan IV. (Ἰωάννης).

## Život
Adrijan je bio četvrti sin Izaka Komnena i njegove supruge, Irene od Alanije te nećak bizantskog cara Aleksija I. Komnena. Bio je veoma dobro obrazovan. Njegov stric car mu je dao naslov sebastosa te ga je također učinio vojnim guvernerom Kaldije (Χαλδία). Ime Adrijanove supruge je nepoznato, ali se zna da mu je rodila barem dvije kćeri. Ime jedne kćeri bilo je Teodora (rođena o. 1110.); ona se udala za Andronika Kontostephanosa.
Nakon što se posavjetovao sa svojom ženom, Adrijan je postao redovnik Ivan te je otišao na hodočašće u Jeruzalem. Postao je nadbiskup Ohrida te je koristio titulu „nadbiskup Bugarske”. Nakon smrti ga je naslijedio Konstantin I. Ohridski.
| prethodnik Mihael Maksim | Ohridski nadbiskup | nasljednik Konstantin I. Ohridski |